# Hulice
Hulice (en allemand : Hulitz) est une commune du district de Benešov, dans la région de Bohême-Centrale, en République tchèque. Sa population s'élevait à 298 habitants en 2020.

## Géographie
Hulice se trouve à 4 km au sud-sud-ouest de Zruč nad Sázavou, à 30 km à l'est-sud-est de Benešov et à 62 km au sud-est de Prague.
La commune est limitée par Zruč nad Sázavou au nord, par Horka II au nord-est, par Bernartice à l'est, par Keblov au sud et au sud-est, et par Trhový Štěpánov et Soutice à l'ouest.

## Histoire
La première mention écrite de la localité date de 1295.